# 刘辉 (辽朝文人)
刘辉（约1090年前后在世），字、里、生卒年均不详，大约生活时间在辽道宗大安年间前后。喜爱学习，擅长写作文章，文虽简短，却能表达高远的思想。太康五年（1079年），考中了进士。大安末年时，被要求担任太子洗马。一次他上书讨论国事，皇帝称赞了他的建议，令其做了礼部郎中。皇帝认为他是个贤人，多次问他国策，而他经常能答出当时的要害。后提拔他为史馆修撰，直至他去世。

## 传記資料
- 《遼史》 列传第三十四 文学下